# 分子センサ
分子センサ（ぶんしセンサ）とは、分子を検出、識別するセンサ。

## 概要
イオン選択電極や分光器や特定の分子を吸着する機能性有機薄膜を利用して分子を検出、識別する。

## 主な用途
- 健康診断
- 化学分析
- 有害物質の検出